# 潘瓌

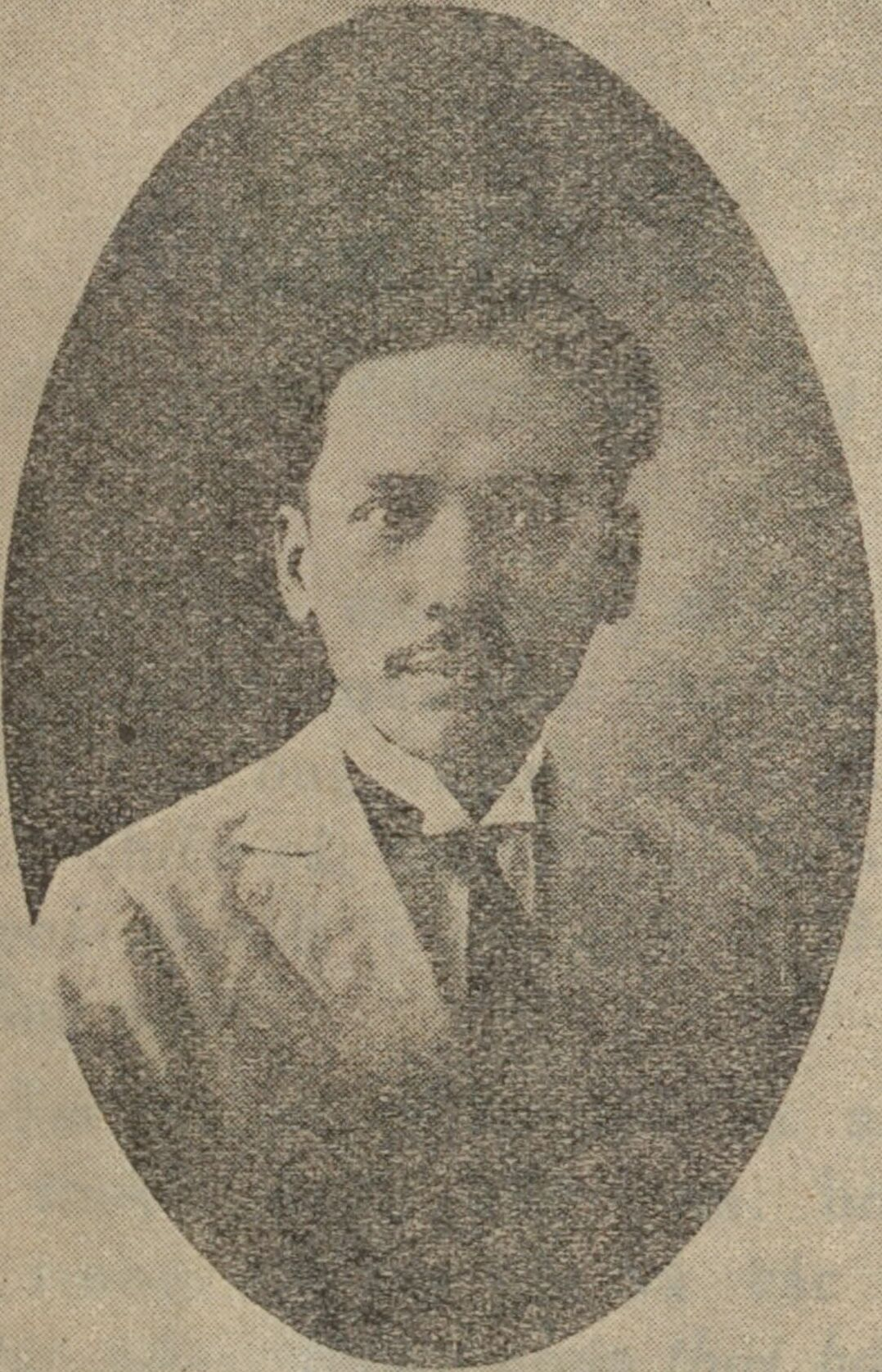
潘瓌

潘瓌（越南语：／，1887年8月20日—1959年6月16日），又譯作潘魁，筆名章民，越南知识分子领袖，曾发起了与中华人民共和国百花齐放、百家争鸣类似的人文佳品运动，他最终因此遭到越南共产党的迫害。